# NNNニューススポット
『NNNニューススポット』（エヌエヌエヌニューススポット）は、1963年10月から2008年9月29日まで日本テレビ（NNN）で放送されていたスポット枠の報道番組である。タイトルロゴは1970年代から最終回まで変更されなかった。

## 概要
日本テレビ系列で放送されたスポットニュースの総称。
毎日20:54（実際は20:55、基本・前後の番組によって時間が変わる）からのスポット枠はNNN系列で全国ネットされていた。一部地域によってはローカルニュースに差し替えられる場合があった。また、末期は特番期の20時台と21時台の間がステブレレスで始まる事も多く、番組自体がない事もあった。
1990年代前半頃までは二ヶ国語放送（一部地域を除く）、2001年4月2日より裏番組のフジテレビ（FNN）『レインボー発』とともに民放で初のニュース番組において字幕放送を行った（字幕は事前にニュース原稿を基に作成し、放送開始と共に自動送出される。いわゆるリアルタイム字幕放送ではなかった）。ただし、速報的なニュースや現場からの生中継を伴うニュースの場合には行われないこともあった。
大晦日など『きょうの出来事』や『NEWS ZERO』などの最終ニュース休止で23時以降も長時間番組の中でニュースコーナーがない場合は、この番組がその日の最終便ニュース番組となる場合もあった（なお、2007年の大晦日から2008年の正月三が日はこの番組の放送自体がなかった）。
また、かつては午後にも放送され、一部地域でネット放送され、日本テレビアナウンサーが1項目 - 3項目のニュースを伝えていたが、2005年3月いっぱいで終了した。さらに遡ると、『ザ・ワイド』放送開始までは平日13:55からの放送もあった。
中京テレビなど、同番組名を冠しながらローカルニュースを放送している系列局も存在していた。
NNN系列のスポットニュースとして45年にわたり放送されたが、日本テレビ本体の収益悪化などに伴いリストラ対象番組に含まれ、2008年9月29日をもって終了した。同時に1993年4月から関東ローカルで放送されていた「あすの天気」（前身「あすの全国の天気」）も終了している。これにより日本テレビは、平日及び週末を含めて20:54のスポットニュースから一時撤退することになった。

### 報道特別番組としての放送
2011年3月15日・3月16日・3月18日・3月21日・3月22日は、東日本大震災関連の報道特別番組を『まもなく!』の代替番組として本番組と同様の形で放送された。なお、3月17日は『ママ大好き!』、3月19日は『ワーズハウスへようこそ』、3月20日は『音のソノリティ』を通常どおり放送した。

### 日本テレビにおけるスポットニュースの復活
2011年7月4日より、日本テレビでは平日20:54 - 21:00にスポットニュース『ZERO MINUTE』が関東ローカルで放送され、20:54のスポットニュースが2年9か月ぶりに復活したが、2017年3月に終了している。

## 技術的な放送形式の変遷
日本テレビが最新メディアの導入に熱心であることもあり、この番組でのカラー放送、音声多重放送の2か国語放送の導入も早かった。
- カラー放送は、NNN協定に基づく同社の自社制作によるニュース番組が全時間帯カラー放送化された1969年3月1日から行われた[4]。
- 2か国語放送は、同社が世界で初めて音声多重放送の実用化試験放送を始めた1978年9月28日から実施され[1]、1993年5月31日まで続いた。翌6月1日以降は同社のニュース番組が全てモノラル放送となったことを受けて、再び同放送となった。
- 地上デジタル放送では、汐留の新社屋(通称・日本テレビタワー)に移転した2004年2月29日にハイビジョン放送が開始された。

## 放送時間の変遷

### 13時台
1993年4月以降は14・15時台に移動して『ザ・ワイド』に内包（「NEWS撮って出し」）。中断を経て現在は『情報ライブ ミヤネ屋』のニュースコーナーに継承。なお、1987年10月から1年間は『午後は○○おもいッきりテレビ』内にニュースコーナー（「情報特急便」）が開始されたため、一時廃止されていた。
なお12:00からの情報ワイドショー番組におけるスポットニュースは『おもいッきりテレビ』終了後も『おもいッきりイイ!!テレビ』（ニュースエスプレッソ）→『おもいッきりDON!』（丸岡キャスターのNEWSエクスプレス）→『DON!』（NEWSエクスプレス）→『ヒルナンデス!』（NNNニュース）とそれぞれ13:30前後に放送されているので、2つの情報ワイド番組でそれぞれスポットニュースは連続で用意されている）
- 1972年1月 - 1974年3月　平日13:25 - 13:30[注釈 4]
- 1974年4月 - 1987年9月　平日13:55 - 14:00[注釈 5]
- 1988年10月 - 1993年4月　平日13:55 - 14:00

### 14時・15時台
週末は基本の放送時間。編成上の都合で変動あり。なお平日枠の廃止は、1982年4月度の改編で、NNN協定外の「読売新聞ニュース」（読売新聞東京本社製作・読売映画社→読売映像協力。ローカルセールス・任意ネット。1996年4月以後「読売新聞は～い夕刊」）の放送が17:00 - 17:10の枠から15:50 - 16:00に移動したことに伴ってのものである。
| 期間    | 期間   | 放送分 | 平日  | 土曜  | 日曜  |
| ------- | ------ | ------ | ----- | ----- | ----- |
| 1969.4  | 1969.9 | 4分    | 15:56 | なし  | なし  |
| 1969.10 | 1970.9 | 4分    | 15:56 | 15:56 | なし  |
| 1970.10 | 1974.3 | 4分    | 14:56 | 14:56 | なし  |
| 1974.4  | 1974.9 | 4分    | 15:56 | 14:56 | なし  |
| 1974.10 | 1982.3 | 5分    | 15:55 | 14:25 | 15:40 |
| 1982.4  | 1986.3 | 5分    | なし  | 14:25 | 15:25 |
| 1986.4  | 1996.3 | 5分    | なし  | 13:55 | 15:25 |
| 1996.4  | 2000.3 | 5分    | なし  | 14:55 | 15:25 |
| 2000.4  | 2005.3 | 5分    | なし  | 15:25 | 15:25 |

### 17時台
- 1983年4月 - 1986年9月[注釈 11]　平日17:00 - 17:04

### 19時台
水曜日
- 1970年4月1日　19:26 - 19:30
- 1970年4月8日 - 1971年9月　19:56 - 20:00[注釈 12]
- 1971年10月 - 1972年9月　19:26 - 19:30[注釈 13]

日曜日
- 1968年4月7日 - 1970年9月20日　19:56 - 20:00[注釈 14]
- 1971年4月25日 - 1971年10月17日　19:56 - 20:00[注釈 15]

### 20時・21時台
1960年代から1970年代にかけては、プロ野球中継がある日は、延長扱いではなく、最初から21時台の番組を21:30からに繰り下げていたため、本番組もそれに伴って30分繰り下げとなっていた。
1980年3月以降は、原則20:54 - 21:00は本番組+『番組フラッシュ』（番組宣伝番組）、21:54 - 22:00は『NNN海外スポット』+天気予報（21時・22時台が2時間の場合は21:00 - 21:02に天気予報のみ放送）という形となり、21時・22時台の枠は廃止された。1981年10月からは21:54 - 22:00が天気予報＋『番組フラッシュ』に変更。以後、放送終了までに、徐々に20:54 - 21:00が本番組＋天気予報、21:54 - 22:00がミニ番組という形に統一されていった。なお1984年のナイターシーズン中、日曜19:00 - 20:54にプロ野球中継が編成された時は、日曜21:00のスポーツニュース番組『サンデースポーツ9』（1983年9月 - 1984年9月放送。21:00 - 21:54）と本番組を入れ替え、21:48 - 21:54で放送される事があった。
重大なニュースが入って夕方のニュース（NNNニュースプラス1→NNN Newsリアルタイム）で「特報」編成となった場合、20時台の番組と当番組との枠を入れ替えることがあった。
1982年10月5日は、水曜特別ロードショー『八甲田山』を19時30分から放送した関係で、20:54から中断扱いで放送された。
担当者は1987年度までは『NNNきょうの出来事』や『NNNスポーツニュース』担当の日本テレビアナウンサーのキャスターが兼務。1988・1989年度の平日・金土は『きょうの出来事』のサブやスポーツキャスター、日曜は舛方勝宏。1990年以後の平日（月～木→月～金）はシフト勤務で金土日→土日はきょうの出来事のメインキャスターが担当。ただしニュース内容や休暇、ナイターオフなどには普段読まないアナウンサーや記者が担当することもあった。
| 期間    | 期間   | 放送分 | 月曜             | 火曜             | 水曜             | 木曜             | 金曜             | 土曜             | 日曜             |
| ------- | ------ | ------ | ---------------- | ---------------- | ---------------- | ---------------- | ---------------- | ---------------- | ---------------- |
| 1963.10 | 1968.3 | 4分    | 20:56または21:26 | 20:56または21:26 | 20:56または21:26 | 20:56または21:26 | 20:56または21:26 | 20:56または21:26 | 20:56または21:26 |
| 1968.4  | 1969.9 | 4分    | 20:56            | 20:56            | 20:56            | 21:26            | 20:56            | 20:56            | 20:56            |
| 1969.10 | 1970.9 | 4分    | 20:56            | 21:26            | 20:56            | 20:56            | 20:56            | 21:26            | 20:56            |
| 1970.10 | 1971.3 | 4分    | 20:56            | 21:26            | 20:56            | 20:56            | 20:56            | 20:56            | 20:56            |
| 1971.4  | 1971.9 | 4分    | 20:56            | 21:26            | 20:56            | 21:26            | 20:56            | 20:56            | 20:56            |
| 1971.10 | 1972.3 | 4分    | 20:56            | 21:26            | 20:56            | 20:56            | 20:56            | 21:26            | 20:56            |
| 1972.4  | 1972.9 | 4分    | 20:56            | 21:26            | 20:56            | 21:26            | 20:56            | 20:56            | 20:56            |
| 1972.10 | 1973.3 | 5分    | 20:55            | 20:55            | 20:55            | 20:55            | 20:55            | 20:55            | 20:55            |
| 1973.4  | 1973.9 | 5分    | 20:55            | 21:25            | 20:55            | 20:55            | 20:55            | 20:55            | 20:55            |
| 1973.10 | 1975.9 | 5分    | 20:55            | 20:55            | 20:55            | 20:55            | 20:55            | 20:55            | 20:55            |
| 1975.10 | 1979.3 | 6分    | 20:54            | 20:54            | 20:54            | 20:54            | 20:54            | 20:54            | 20:54            |
| 1979.4  | 2008.9 | 3分    | 20:54            | 20:54            | 20:54            | 20:54            | 20:54            | 20:54            | 20:54            |

### 21時・22時台
20時・21時台と同様、1960年代から1970年代にかけては、プロ野球中継がある日は、延長扱いではなく、最初から30分繰り下げとなっていた。
| 期間    | 期間   | 放送分 | 月曜                         | 火曜                         | 水曜                         | 木曜                         | 金曜                         | 土曜                         | 日曜                         |
| ------- | ------ | ------ | ---------------------------- | ---------------------------- | ---------------------------- | ---------------------------- | ---------------------------- | ---------------------------- | ---------------------------- |
| 1967.10 | 1968.9 | 4分    | 21:56または22:26（詳細不明） | 21:56または22:26（詳細不明） | 21:56または22:26（詳細不明） | 21:56または22:26（詳細不明） | 21:56または22:26（詳細不明） | 21:56または22:26（詳細不明） | 21:56または22:26（詳細不明） |
| 1968.10 | 1969.9 | 4分    | 21:56                        | 22:26                        | 22:26                        | 22:26                        | 21:56                        | 22:26                        | 22:26                        |
| 1969.10 | 1970.3 | 4分    | 21:56                        | 22:26                        | 22:26                        | 22:26                        | 21:56                        | 22:26                        | 21:56                        |
| 1970.4  | 1970.9 | 4分    | 21:56                        | 22:26                        | 22:26                        | 22:26                        | 21:56                        | 22:26                        | 22:26                        |
| 1970.10 | 1971.3 | 4分    | 21:56                        | 22:26                        | 22:26                        | 22:26                        | 21:56                        | 22:26                        | 22:26                        |
| 1971.4  | 1972.3 | 4分    | 21:56                        | 22:26                        | 22:26                        | 21:56                        | 21:56                        | 22:26                        | 22:26                        |
| 1972.4  | 1972.9 | 4分    | 21:56                        | なし                         | なし                         | 21:56                        | 21:56                        | 22:26                        | 22:26                        |
| 1972.10 | 1973.3 | 5分    | 21:55                        | なし                         | なし                         | 21:55                        | 21:55                        | 22:25                        | 22:25                        |
| 1973.4  | 1973.9 | 5分    | 21:55                        | 22:25                        | なし                         | 22:25                        | 21:55                        | 22:25                        | 22:25                        |
| 1973.10 | 1974.3 | 5分    | 21:55                        | 21:55                        | なし                         | 22:25                        | 21:55                        | 21:55                        | 22:25                        |
| 1974.4  | 1975.9 | 5分    | 21:55                        | 21:55                        | なし                         | 21:55                        | 21:55                        | 21:55                        | 21:55                        |
| 1975.10 | 1979.3 | 6分    | 21:54                        | 21:54                        | なし                         | 21:54                        | 21:54                        | 21:54                        | 21:54                        |
| 1979.4  | 1980.3 | 3分    | 21:54                        | 21:54                        | なし                         | 21:54                        | 21:54                        | 21:54                        | 21:54                        |

## フォーマット
- 〜1975年　当時の『きょうの出来事』と同じアニメーションによるオープニング。テーマ音楽は黛敏郎作曲。
- 1975年～1979年まで　ブルーバック静止画のオープニングに先代と同じく黛敏郎のテーマ音楽。この頃まではネットセールス枠であった。ここまでキャスターは顔出しなし。
- 1979年～1984年　この時期よりキャスターが顔出しで伝えるようになる。夜版のみオープニングがなくなり、キャスターの挨拶〜読み上げで始まるスタイルとなる[注釈 29]。クロマキー合成で左上にタイトルを表示し、リードの部分でニュースの内容に合わせて静止画のコラージュやニュース映像に切り替えていた（見出しは画面左下にテロップで表示）[注釈 30]。担当キャスターの氏名表示は「（名字）アナウンサー」でフルネーム表示ではなかった。
- 1984年～1987年　再びブルーバックだが無音になる。ニュース読みは項目がワイプ合成[注釈 31]。報道フロアから放送。
- 1987年～1992年　濃青の背景から「NNNニューススポット」のロゴが飛び出してくる。[注釈 32]ニューススタジオから放送。[注釈 33]
- 1992年～1994年　関東のみ午後版のOP音楽がつく。濃青の背景の右側から赤いNNNと、下からニューススポットのロゴがやってくる。[注釈 34]
- 1994年～終了　二か国語放送終了。以後、オープニングおよびタイトル表示が廃止[注釈 35]。ワイプ下の見出しも廃止になり、再び提供スペースに。麹町時代はキャスターが画面右寄りで左にワイプを表示していたが、汐留移転以後は逆にキャスターが左寄りとなり、ワイプも右表示に変更した。リアルタイム字幕放送導入。麹町時代はニューススタジオから、汐留移転後は報道フロアから放送していた。

## 20:54 - 21:00枠の系列各局の放送状況
- タイトル、ネット状況、備考はいずれも放送当時のもの。
- ネット状況については重大時を除く。平常時にローカルニュースを放送していた系列局のほとんどが、重大ニュース発生時にローカル返上で日テレ同時ネットに切り替えていたため。
- ローカルタイトルに関しての詳細は、各番組の頁を参照。
- ○…毎日ネット、▲…週末のみネット、△…日曜日のみネット、☆…不定期ネット、×…毎日ローカル差し替え

| 放送局                    | 放送枠タイトル          | ネット状況 | 備考 |
| ------------------------- | ----------------------- | ---------- | --- |
| 日本テレビ（NTV）         | NNNニューススポット     | ○          | ※製作局 |
| 札幌テレビ（STV）         | STVニューススポット     | ×          | 1991年10月より当タイトル （以前は『STVニュース』→『STVニュースtodayスポット』） |
| 青森放送（RAB）           | NNNニューススポット     | ○          | |
| テレビ岩手（TVI）         | TVIニューススポット     | △          | 日曜日のみタイトル含め完全同時ネット 1980年代前半頃までは平日も同時ネット |
| ミヤギテレビ（MMT）       | NNNミヤギテレビニュース | ×          | |
| 秋田放送（ABS）           | NNNニューススポット     | ○          | 火曜日と金曜日のみ『さきがけABSニュース』を連結して放送 |
| 山形放送（YBC）           | YBCニューススポット     | ▲          | 週末はタイトル含め完全同時ネット |
| 福島中央テレビ（FCT）     | NNN FCTニュース         | ×          | |
| 山梨放送（YBS）           | NNNニューススポット     | ○          | |
| テレビ新潟（TeNY）        | NNNニューススポット     | ○          | ローカルニュースも内包して放送 |
| テレビ信州（TSB）         | TSBニュース             | ▲          | 週末のタイトルは『NNNニューススポット TSB』 |
| 静岡第一テレビ（SDT）     | NNN第一テレビニュース   | ×          | 緊急時と静岡県の話題を除き全くネットしていなかったが、静岡けんみんテレビ（現在：静岡朝日テレビ）のクロスネット時代はネットしていた事があった                                                  |
| 北日本放送（KNB）         | KNBニューススポット NNN | ×          | |
| テレビ金沢（KTK）         | テレビ金沢ニュース      | ×          | 2007年9月までは『北國新聞ニュース』 開局からの数年は『KTKニューススポット』として同時ネット                                                                                                   |
| 福井放送（FBC）           | 天気予報                | ×          | 非ネット（ニュース放送なし） |
| 中京テレビ（CTV）         | NNNニューススポット     | ☆          | 基本はローカルニュースだが時々ネット受けしていた |
| 読売テレビ（ytv）         | NNNニューススポット     | ○          | ローカルニュースに差し替えの時もあり |
| 日本海テレビ（NKT）       | NKTニューススポット     | ▲          | 週末はタイトル含め完全同時ネット |
| 広島テレビ（HTV）         | NNNニューススポット     | ○          | 1980年代の一時期、ローカルニュースに差し替えの時期あり（『ニューススポット広島テレビ』として）                                                                                                |
| 山口放送（KRY）           | KRY NNNニューススポット | ○          | 前タイトルは『NNNニューススポット』 |
| 四国放送（JRT）           | NNNニューススポット     | ○          | |
| 西日本放送（RNC）         | NNNニューススポット     | ○          | ローカルニュースに差し替えの時もあり |
| 南海放送（RNB）           | NNNニューススポット     | ○          | |
| 高知放送（RKC）           | NNNニューススポット     | ○          | ローカルニュースも内包して放送（日曜除く） |
| 福岡放送（FBS）           | FBS NEWS                | ×          | |
| 長崎国際テレビ（NIB）     | NIBニューススポット     | ×          | |
| くまもと県民テレビ（KKT） | KKTニュース             | ×          | |
| テレビ大分（TOS）         | TOSニュース             | ×          | |
| テレビ宮崎（UMK）         | UMK NEWS                | △          | 月曜日・金曜日はローカルニュース、火曜日 - 木曜日・土曜日はフジテレビの『レインボー発』をネット                                                                                               |
| 鹿児島読売テレビ（KYT）   | KYTニュース NNN         | ○          | 同時ネットだが、2000年代中盤に限りローカルニュースに差し替えていた時期がある 前タイトルは『KYTニューススポット NNN』 開局以前は鹿児島テレビ（当時フジテレビ系とのクロスネット）が放送していた |

## ハプニング
- 1987年6月28日午後放送のこの番組のオープニングのBGMで、誤って同局制作の『笑点』のテーマ曲が流れた事がある。この日の『笑点』は特別編成の都合上、このニュースの後の午後3時から放送されることになっていた（本来流すはずのオープニングの曲は、黛敏郎作曲の『NNNニュースのテーマ』（1973年制作）だった）。この日の担当アナウンサーは多昌博志で、ニュースの内容も「緊迫する韓国情勢を協議」というものだった。後になってテーマ曲が違っていたことに気付き、番組最後には多昌による謝罪があった[6]。
- 1991年12月31日夜放送では誤って全国に関東ローカルの提供読みが送出されている。この日は年末時代劇「源義経」の放送での中断ニュースのため時間も20：50～20：57と漠然としていた[注釈 37]。ノンスポンサーの秋田放送ではクレジットのない画面に提供読みだけが流れたほか、初めからオープニングを差し替え予定だった南海放送では差し替え自体も失敗して東京からのオープニングを流してしまった上にこのハプニングが重なり、ロゴと提供クレジットのテロップカードが被ったほかに日本テレビの別の会社の提供読みが流れるという多重のハプニングを起こしてしまった。一方で札幌テレビにおいては本編はローカル差し替えであったものの、同局のようにオープニングの映像は日本テレビ発でもクレジットと提供読みが無い正常な状態で放送された地域も存在している。また、この日のニュースの内容も朝鮮半島のネタで「北朝鮮の核開発」であった。担当は保坂昌宏。

## 四国放送の「ニューススポット」
四国放送ホームページの番組表や新聞上では、2011年3月31日まで平日15:55からNNNの付かない「ニューススポット」という番組名が見受けられたが、これは系列外にもかかわらずネットしているテレビ朝日の『ANNニュース』（テレビ朝日では14:55 - 15:00）であり、放送上では「ニューススポット」の表示は出ず、タイトルの差し替えもなく「ANNニュース」のまま遅れネットで放送された。